# 오스만 치하 아라비아
아라비아 역사에서 오스만 시대는 1517년부터 1918년까지 지속되었다. 이 네 세기 동안 이 땅에 대한 오스만의 통제 정도는 제국 중앙 권력의 강약에 따라 달라졌다.

## 역사
틀:History of Yemen

### 초기
16세기, 오스만은 홍해와 페르시아만 연안 (헤자즈, 아시르, 알하사)을 제국에 편입하고 내륙에 대한 종주권을 주장했다. 주된 이유는 포르투갈이 홍해(따라서 헤자즈)와 인도양을 공격하려는 시도를 좌절시키기 위함이었다. 1578년 일찍이, 메카의 샤리프들은 헤자즈의 오아시스와 부족들을 습격한 나지드 부족들을 응징하기 위해 사막으로 진격했다.
알 사우드로 알려진 사우디 왕실의 등장은 1744년 아라비아 중부 나지드에서 시작되었다. 이때 왕조의 창시자인 무함마드 이븐 사우드는 한발리 학파 출신의 종교 지도자 무함마드 이븐 압둘 알와하브와 동맹을 맺었다. 18세기에 형성된 이 동맹은 사우디 확장의 이념적 원동력이 되었고, 오늘날에도 사우디아라비아의 왕조 통치의 기반이 되고 있다.

### 16세기와 17세기의 하지
오스만 제국이 1517년 맘루크 영토를 정복했을 때, 헤자즈에서 오스만 술탄의 역할은 무엇보다도 메카와 메디나의 성스러운 도시들을 돌보고, 하지를 수행하기 위해 메카로 여행하는 여러 지역의 수많은 무슬림들에게 안전한 통로를 제공하는 것이었다. 술탄은 때때로 "성지의 종"으로 불렸지만, 오스만 통치자들은 이슬람 예언자 무함마드의 혈통을 주장할 수 없었기 때문에, 건축 프로젝트, 재정 지원 및 관리를 통해 권력과 경건함의 이미지를 유지하는 것이 중요했다.
통치하는 술탄이 하지 기간 동안 메카를 방문했다는 기록은 없지만, 1차 기록에 따르면 오스만 왕자와 공주들이 순례를 가거나 연중 성스러운 도시들을 방문하기 위해 파견되었다. 이스탄불의 제국 중심부로부터의 거리, 그리고 여행의 길이와 위험은 술탄이 헤자즈로 여행하는 것을 막는 주된 요인이었을 것이다.
메카와 메디나의 지역 행정은 아바스 칼리파국 이래로 메카의 관리인인 샤리프들의 손에 맡겨졌다. 샤리프들은 술탄의 통치하에서 일정 수준의 지역 자치권을 유지했지만; 지역 영향력을 견제하기 위해 술탄은 카디와 하급 관리들을 그 지역에 임명했다. 처음에는 그 지역의 카디로 임명되는 것이 낮은 직책으로 여겨졌지만, 오스만 제국 문화 내에서 종교가 중요해지면서 메카와 메디나의 카디의 역할은 중요성이 커졌다.
제다에서 징수된 관세 외에 헤자즈 주민들은 제국에 세금을 내지 않았고 도시의 재정은 제국 전역에 걸쳐 다양한 와크프 재산을 통해 관리되었는데, 이들은 두 도시의 성스러운 지위 때문에 종교적 중요성을 지닌 자선 행위로서 메카와 메디나 주민들을 지원하는 데 사용되었다.

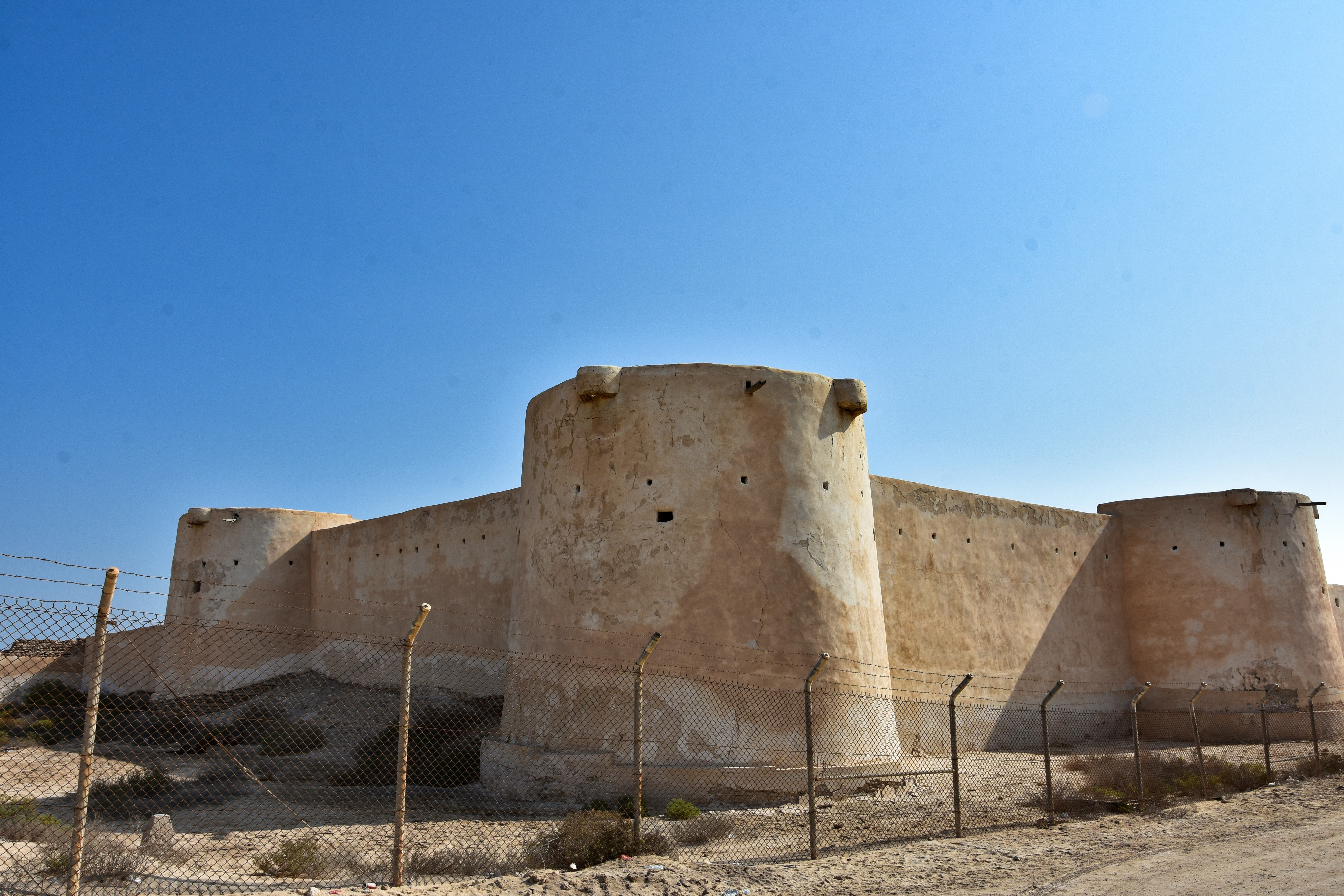
아라비아 우카이르의 오스만 요새

중앙 오스만 정부는 메카로 가는 캐러밴 경로를 통제했으며, 이 경로를 따라 순례자들을 보호할 의무가 있었다. 여기에는 여행에 필요한 식량과 물과 같은 보급품 제공이 포함되었다. 또한, 다마스쿠스와 카이로에서 오는 주요 경로를 따라 순례자들이 제한된 자원을 사용하는 베두인 부족에게 보조금을 제공하는 것도 포함되었다. 오스만 제국은 메카와 메디나의 수호자로서 성스러운 도시로 여행하는 모든 순례자들에게 안전한 통로를 제공해야 했다. 그러나 정치적 동맹과 갈등은 개방되거나 폐쇄되는 경로를 형성했다.
특히 사파비 제국의 경우, 오스만은 시아파 순례자들이 페르시아만을 건너 아라비아 반도로 들어갈 수 있게 해주었을 현재 이라크의 바스라에서 가장 짧은 경로를 폐쇄했다. 순례자들은 대신 다마스쿠스, 카이로 또는 예멘에서 공식적인 캐러밴 경로를 사용해야 했다. 무굴 제국으로부터의 해상 경로는 인도양에 포르투갈 선박이 존재하여 막혔고; 중앙아시아로부터는 우즈베크와 사파비 사이의 전쟁 또한 캐러밴 경로에 복잡성을 초래했다. 대부분의 중앙아시아 순례자들은 순례 캐러밴에 합류하기 위해 이스탄불이나 델리를 통과했다. 무역 경로는 기존 인프라와 보호가 확립되어 있고, 여행하는 순례자들이 상품 수요를 증가시켰기 때문에 순례 경로를 따라 자주 번성했다.
메카와 메디나의 종교 유적지 건설, 수리 및 추가는 도시의 위치와 수입 재료의 필요성 때문에 비용이 많이 들었지만, 이는 술탄의 권력과 관대함의 상징이었다. 1630년 홍수 이후 카바에 대한 수리는 건물 자체의 종교적 중요성 때문에 논쟁의 여지가 있었다. 이러한 수리는 일반적으로 유적지의 구조적 무결성을 보존하는 것을 목표로 했다. 그러나 수리 감독을 담당한 리드완 아가가 헤자즈의 엘리트가 아닌 술탄의 대표자였기 때문에, 수리 범위에 대한 지역 종교 학자들의 의견은 프로젝트를 정치화시켰다.
다른 프로젝트로는 순례자들을 위한 수도관 건설, 수리 및 유지보수, 그리고 지역 내에 무료 급식소, 학교, 자선 재단 설립 등이 있었다.

### 사우디 국가의 부상

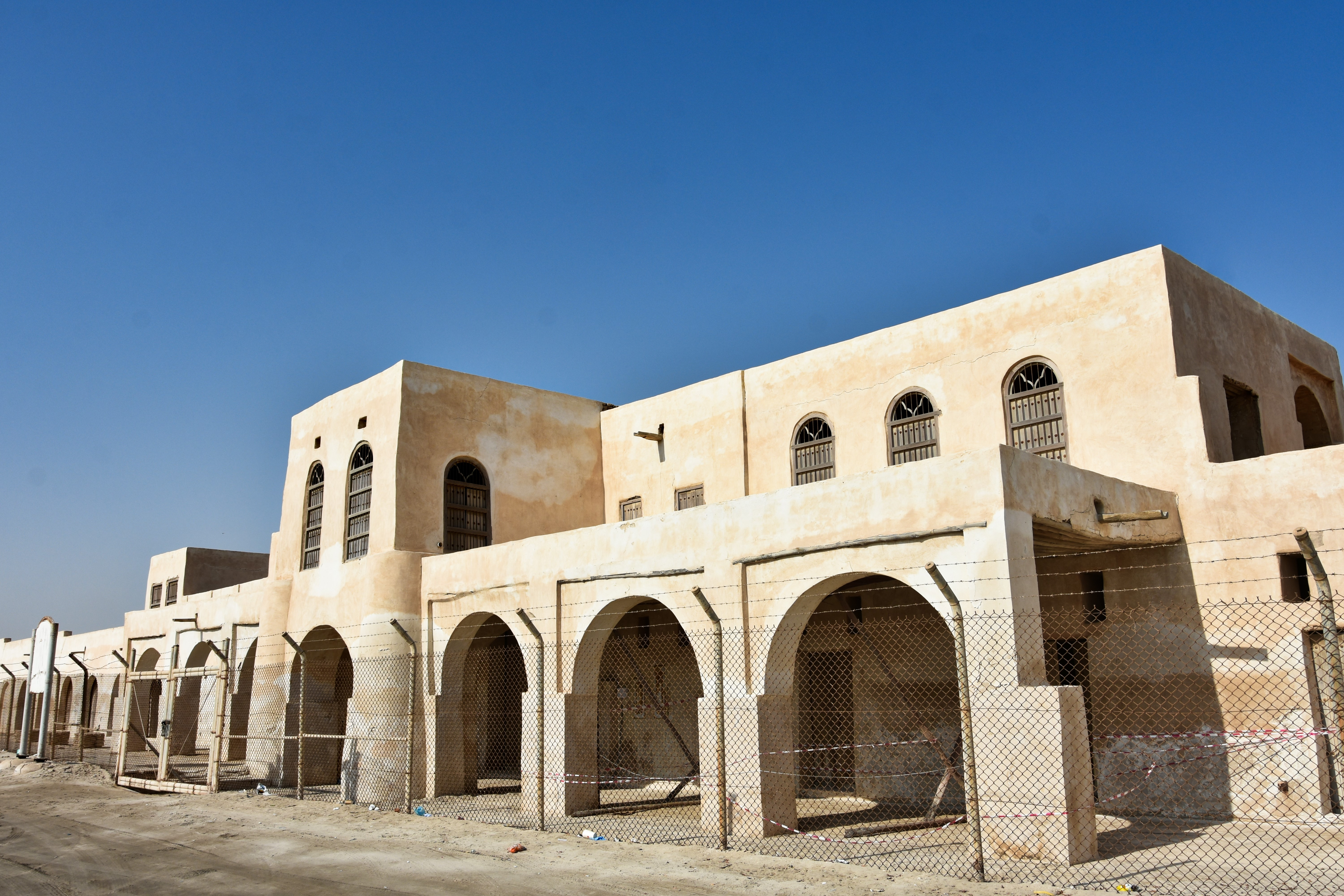
아라비아 우카이르의 오스만 칸

첫 번째 사우디 국가는 1744년 리야드 주변 지역에 설립되어 빠르게 확장되었고, 현재 사우디아라비아 영토의 대부분을 잠시 통제했다. 무함마드 이븐 압둘 알와하브가 1773년 이맘직을 포기했을 때, 남부와 중부 나지드 전체에 대한 사우디 통제권 확장이 완료되었다. 1780년대 후반, 북부 나지드가 사우디 토후국에 추가되었다. 1792년, 알하사가 사우디에 함락되었다. 사우디 토후국은 1802년에 타이프를, 1804년에 메디나를 통제하게 되었다.
첫 번째 사우디 국가는 1818년 이집트의 오스만 부왕 무함마드 알리에 의해 파괴되었다. 주로 나지드에 위치한 훨씬 더 작은 두 번째 "사우디 국가"는 1824년에 설립되었다. 19세기 내내 알 사우드는 다른 아라비아 통치 가문인 알 라시드와 함께 사우디아라비아가 될 지역의 내륙 통제권을 두고 다투었다. 1891년까지 알 라시드가 승리했고 알 사우드는 쿠웨이트로 망명했다.
20세기 초, 오스만 제국은 아라비아 반도 대부분에 대한 통제 또는 명목상의 권위를 유지했다. 이러한 종주권에도 불구하고, 아라비아는 다양한 부족 지도자들에 의해 통치되었으며, 메카의 샤리프가 헤자즈 지역에 대한 지배권을 행사했다.
1902년, 이븐 사우드는 나지드의 리야드를 장악하여 이 지역에서 알 사우드 가문의 지배권을 재확립했다. 그는 무함마드 이븐 압둘 알와하브의 영향을 받은 부족 군대인 이크완의 지지를 얻었으며, 이크완은 술탄 이븐 비자드와 파이살 알 다위쉬가 이끌었다. 1912년에 설립된 이크완은 이븐 사우드의 군사 작전에서 중추적인 역할을 했으며, 1913년 오스만 제국으로부터 알하사를 점령하는 데 도움을 주었다.
1916년, 영국(제1차 세계 대전에서 오스만 제국과 싸우고 있던)의 장려와 지원을 등에 업고 메카의 샤리프 후세인 빈 알리는 통일된 아랍 국가를 건설하기 위해 오스만 지배에 대한 범아랍 반란을 시작했다. 제1차 세계 대전에서 연합군의 승리는 아라비아에서 오스만 종주권과 통제의 종말을 알렸다.

## 영토 분할
오스만 통치 시대 동안 현대 사우디아라비아의 영토는 다음의 세력들로 나뉘었다:
- 오스만 지방과 토후국:
  - 메카 샤리프국 (968–1916; 오스만 통제 1517–1803; 1841–1916)
  - 이집트 에얄레트 (1517–1701; 1813–40)
  - 제다 에얄레트 (1701–1813; 1840–1872)
  - 헤자즈 빌라예트 (1872–1918)
  - 라흐사 에얄레트 (1560–1630)
  - 나지드 산자크 (1871–1918)
  - 예멘 에얄레트 (1517–1636; 1849–1872)
  - 예멘주 (1872–1918)
- 사우디 국가들:
  - 제1차 사우디국 (1744–1818)
  - 제2차 사우디국 (1818–1891)
  - 네지드-하사 토후국 (1902–1921; 현대 사우디아라비아로 이어짐)
- 기타 국가 및 세력:
  - 자발 샴마르 토후국 (1836–1921)
  - 아시르 이드리스 토후국 (1906–1934)

### 참고 문헌
- Al Rasheed, Madawi (1997). 《Politics in an Arabian oasis: the Rashidis of Saudi Arabia》. ISBN 1-86064-193-8.
- Anderson, Ewan W.; Fisher, William Bayne (2000). 《The Middle East: Geography and Geopolitics》. ISBN 978-0-415-07667-8.
- Bernstein, William J. (2008). 《A Splendid Exchange: How Trade Shaped the World》. Grove Press. ISBN 978-0-8021-4416-4.
- Bowen, Wayne H. (2007). 《The History of Saudi Arabia》. Greenwood Histories of the Modern Nations. Westport, CT: Greenwood Publishing Group. ISBN 978-0-313-34012-3.
- Casale, Giancarlo (2006). 《The Ottoman administration of the spice trade in the sixteenth century Red Sea and the Persian Gulf》. 《Journal of the Economic and Social History of the Orient》 49. 170–198쪽. doi:10.1163/156852006777502081.
- Chatterji, Nikshoy C. (1973). 《Muddle of the Middle East》 2. ISBN 0-391-00304-6.
- Dekmejian, R. Hrair (1994). 《Islam in revolution: fundamentalism in the Arab world》. ISBN 978-0-8156-2635-0.
- Faksh, Mahmud A. (1997). 《The future of Islam in the Middle East》. ISBN 978-0-275-95128-3.
- Faroqhi, Suraiya (1994). 《Pilgrims and Sultans: The Hajj under the Ottomans 1517–1683》. London: I. B. Tauris. ISBN 9781850436065.
- Harris, Ian; Mews, Stuart; Morris, Paul; Shepherd, John (1992). 《Contemporary Religions: a World Guide》. ISBN 978-0-582-08695-1.
- Hourani, Albert (2005). 《A History of the Arab Peoples》. ISBN 978-0-571-22664-1.
- Murphy, David (2008). 《The Arab Revolt 1916–18: Lawrence Sets Arabia Ablaze》. ISBN 978-1-84603-339-1.
- Niblock, Tim (2013). 《Saudi Arabia: Power, Legitimacy and Survival》. Routledge. ISBN 978-1-134-41303-4.
- Salibi, Kamal S. (1979). 《Middle Eastern parallels: Syria–Iraq–Arabia in Ottoman times》. 《Middle Eastern Studies》 15. 70–81쪽. doi:10.1080/00263207908700396. JSTOR 4282730.
- Singer, Amy (2005). 《Serving up charity: the Ottoman public kitchen》. 《Journal of Interdisciplinary History》 35. 481–500쪽. doi:10.1162/0022195052564252. S2CID 145715799.
- Tucker, Spencer; Roberts, Priscilla Mary (2005). 《The Encyclopedia of World War I》. ISBN 978-1-85109-420-2.
- Wasti, Syed Tanvir (2005). 《The Ottoman ceremony of the royal purse》. 《Middle Eastern Studies》 4. 193–200쪽. doi:10.1080/00263200500035116. JSTOR 4284357. S2CID 143202946.
- Wynbrandt, James (2010). 《A Brief History of Saudi Arabia》. Infobase Publishing. ISBN 978-0-8160-7876-9.